# Damian Mol
Damian Mol (* 26. Mai 1998 in Sint-Willebrord, Gemeinde Rucphen) ist ein niederländischer Dartspieler.

## Karriere
Erstmals trat Mol 2017 bei Jugendturnieren der BDO in Erscheinung. Sein Debüt auf der PDC Development Tour feierte er zwei Jahre später, 2020 erreichte er bereits ein Viertelfinale. Ein weiteres Jahr später gewann er dann seinen ersten Titel, was ihm die Qualifikation für sein erstes Majorturnier, die UK Open 2021 einbrachte. Dort bezwang der Niederländer zunächst Ritchie Edhouse, bevor er nach verpassten Matchdarts Andy Hamilton unterlag.
Mols größter Erfolg kam im Januar 2022, wo er sich über die Rangliste der Q-School eine Tourkarte erspielen konnte. Bei den UK Open bezwang Mol Josh Rock und John Brown für den Einzug in die dritte Runde, wo er gegen Steve West verlor. Beim Players Championship Nummer 7 zog Mol erstmals ins Achtelfinale ein. Ein Viertelfinale beim Players Championship Nummer 26 folgte daraufhin. Als jüngerer Tour Card Holder war Mol außerdem automatisch für die PDC World Youth Championship qualifiziert, wo er im Achtelfinale an Keane Barry scheiterte.
2023 war daraufhin ein schwaches Jahr für Mol. Bei den UK Open 2023 startete Mol in Runde zwei und gewann ein Spiel gegen Gary Davey, unterlag daraufhin aber – wie bei der Jugend-WM – gegen Keane Barry. Bei den Players Championships 2023 zog Mol lediglich einmal in die dritte Runde ein und gewann lediglich sieben Spiele. Eine Ausnahme für das schwache Jahr bildet die Qualifikation für die Belgian Darts Open 2023, wo er in der ersten Runde knapp mit 6:5 gegen Jeff Smith gewann. In der zweiten Runde blieben jedoch gegen Damon Heta beim 3:6 wenig Chancen. Auch reichte dieser eine Erfolg nicht aus, um die Tourkarte zu halten.
Daraufhin durfte Mol bei der Q-School 2024 in der Final Stage starten. Er schaffte es dabei zweimal ins Achtelfinale, bevor er am letzten Tag nach einem erspielten Punkt ausschied. Diese Leistungen hätten fast für die Tour Card gereicht. Im letzten Moment zog aber Jeffrey de Graaf durch einen Tagessieg noch an ihm vorbei und er beendete die Q-School Order of Merit auf Rang 14 (Rang 13 wäre nötig gewesen). Er spielte daraufhin die ersten drei Challenge Tour-Wochenenden und erreichte bei Turnier 15 das Finale, welches er mit 4:5 gegen Wesley Plaisier verlor. Er qualifizierte sich über den Host Nation Qualifier zuvor für die Dutch Darts Championship, wo er in Runde eins knapp mit 5:6 Andrew Gilding unterlag.
Bei der Q-School 2025 erreichte Mol durch einen Tagessieg die Final Stage, in der es jedoch nur noch für einen Ranglistenpunkt reichte.

## Weltmeisterschaftsresultate

### PDC-Jugend
- 2022: Achtelfinale (Niederlage gegen  Keane Barry)

### PDC
- Secondary Tour Events
  - PDC Development Tour
    - PDC Development Tour 2020: 6